# Smalstreepmangoest
De smalstreepmangoest of tienstrepige mangoest (Mungotictis decemlineata) is een roofdier uit de familie van madagaskarcivetkatten (Eupleridae).

## Kenmerken
De smalstreepmangoest wordt ongeveer 25 tot 35 cm lang en heeft een staart van 23 tot 27 cm. Het gewicht ligt tussen de 600 en 700 gram. Smalstreepmangoesten hebben 8 tot 10 donkere strepen op hun rug. Na een draagtijd van 90 tot 105 dagen wordt er meestal één jong geboren.

## Verspreiding

Verspreidingsgebied in Madagaskar

De smalstreepmangoest is endemisch in Madagaskar en komt voor in het westen en zuidwesten van het eiland.